# Cristo Rei (posto administrativo)
Cristo Rei é um posto administrativo situado no município de Díli, em Timor-Leste. A área administrativa cobre uma área de 65,33 quilómetros quadrados e no momento do censo de 2015, tinha uma população de 62 848 habitantes.

## Sucos
- Balibar
- Becora
- Bidau Santana
- Camea
- Culu Hun
- Hera
- Meti Aut[2]

## Equipamentos
- Escola Secundária Geral 28 de Novembro (Suco de Becora)